# Marian Nesse
Marian Nesse  (Schiedam, 20 oktober 1957 - Haulerwijk, 8 februari 2022) was een Nederlandse muzikant, danseres en schrijfster die zich toelegde op volksmuziek. Nesse speelde accordeon, draailier, trom, rommelpot,  ratel, koehoorn en theekistbas.

## Opleiding en start loopbaan
Nesse studeerde muziekwetenschap aan de Universiteit van Amsterdam. Ze kreeg belangstelling voor de volksmuziek die in de jaren 1970 in Nederland aan populariteit won en al langere tijd populair was bij de NJN waarvan Nesse lid was. Nesse raakte betrokken bij de folkgroep De Perelaar (Perelaer), eerst als danseres en later als muzikant.

## Genre
Nesse bracht met de gezelschappen waarin ze musiceerde volksmuziek van Nederlandse, Friese of andere oorsprong ten gehore, met uitstapjes naar oude muziek, zeemansliederen, en wereldmuziek. In veel gevallen combineerde ze muziek met andere vormen van cultuur. Behalve dans, vormde cabaret (bij Froufolk en Dames dubbel), theater (onder meer bij de formatie het Vrijstatig Volkje) en eten (met de groep Horen, Zien en Proeven) geregeld onderdeel van de voorstellingen die Nesse gaf.

## Gezelschappen en optredens
Nesse was actief bij talloze formaties.  zoals  Froufolk,  Dames dubbel, Kajto, Kapriol’!,  Kat yn ’t Seil, Altegaer, Horen, Zien en Proeven en Vrijstatig Volkje. Nesse was ook muzikante en actrice in een kindertheaterproduktie van Tryater.
Na haar verhuizing naar Haulerwijk richtte zich met name op het duo Mariante dat ze samen met haar levensgezellin en musicoloog Marita Kruijswijk vormde als voortzetting van Dames dubbel.
Van de groepen waarin Nesse speelde was de Esperanto-groep Kajto, met oud-Iroltleden Nanne Kalma en Ankie van der Meer, buiten Nederland het bekendst. Kat yn ’t Seil met dezelfde bezetting had als repertoire meerstemmige zeemansliederen. Ook Kapriol'! trad buiten Nederland op. Deze groep, met gitarist Rutger Dijkstra en slagwerker Ad Bos, bracht vrije bewerkte Nederlandse volksmuziek en daarnaast andere soorten wereldmuziek en balfolk. 
Nesse trad met haar groepen vaak op op historische manifestaties en Middeleeuwse feesten.

## Boek en cd’s
Samen met Kruijswijk schreef Nesse het in 2004 verschenen naslagwerk Nederlandse jaarfeesten en hun liederen door de eeuwen heen.. Daarnaast bracht Nesse enkele cd’s uit, samen met Kat yn 't Seil 'Jaarringen', samen met anderen 'Muziekcaféesten', en samen met de andere leden van Kapriol, 'Niewelnacht lieten: een kleurich byld fan benei fergetten lieten'.

## Overige activiteiten
Marian Nesse was behalve als muzikant en schrijfster ook op andere manieren maatschappelijk actief, als gemeenteraadslid voor Groenlinks in Ooststellingwerf, als begeleider bij Vluchtelingenwerk en als initiatiefnemer van het Nivon-Stellingenpad, met bijbehorende wandelgids. Dit pad van 250 km loopt door het Stellingwerfse taalgebied.

## Erkenning
Op maandag 24 januari 2022 werd Nesse, samen met Kruijswijk benoemd tot Lid in de Orde van Oranje Nassau.